# ぐしけん (製パン)
株式会社ぐしけんは、沖縄県うるま市に本社を置く日本の製パン業者である。
1951年（昭和26年）に創業した老舗企業であり、沖縄県中頭郡西原町のオキコと並ぶ沖縄県の2大パンメーカーの一つとされる。愛称は「ぐしけんパン」。

## 沿革
創業者の具志堅秀一が1951年に、沖縄県宜野湾市で具志堅製菓として創業したのが始まりである。具志堅秀一は戦後にアメリカ軍の食堂で働いた経験を持ち、そこで身につけたパン製造の技術をいかして、製菓所を創業した。戦後まもなく、栄養の高いものがない時代に、「栄養のあるものを作ってみんな元気になって欲しい」という想いがあったそうである。
当初は西原や屋宜原の工場で作った物を宜野湾市から出荷するという形をとっていたが、2005年には工場を統廃合し、高度衛生管理が行える最新の本社工場をうるま市に建設したことで、旧工場に比べて生産性は1.5倍に向上し、品質も向上した。
2020年代においては、ぐしけんオリジナルのものと、スーパーマーケットのプライベートブランドのようなものを含め、150から160品目のパンを製造している。中でも「なかよしパン」は、売れ筋の上位を占める定番商品である。沖縄県内のスーパーマーケットやコンビニエンスストアなどに製造したパンを卸売りしている他、石窯で焼き上げた手作りパンを提供するベーカリーカフェ「マルコポーロ」も経営しており、沖縄県民によく親しまれている。